# Толкачиков, Владимир Александрович
Владимир Александрович Толкачиков (род. 29 апреля 1959, Добрынское, Владимирская область) — советский и российский актёр, кинорежиссёр и сценарист.

## Биография
Родился 29 апреля 1959 года в селе Добрынское Владимирского района, Владимирской области.

В 1981 году окончил факультет радиотехники и электросвязи Минского радиотехнического института, по специальности радиоинженер.

С 1981 по 1983 год служил командиром взвода РЛС в Закавказском военном округе (гора Пирсагат, Грузия).

С 1983 года работал на киностудии «Беларусьфильм», сначала в цехе мультипликации (фильмы «Хлеб», «Пинчер Боб и семь колокольчиков»), потом в студии «Летопись» — ассистент режиссёра на документальном фильме «Василь Быков. Восхождение» (режиссёр Виктор Дашук), потом работал ассистентом режиссёра на художественном фильме «Отступник» (режиссёр Валерий Рубинчик).

В 1987 году поступил на Высшие курсы сценаристов и режиссёров в мастерскую Владимира Меньшова.

В 1986 году снял короткометражную картину «Дьяволиада» по мотивам прозы Михаила Булгакова.

В 1988 году — фильм «Праздник», получивший приз «За поиск нового киноязыка» на КФ «Крок» в Киеве.

В 1989 — была сделана первая в мире киноэкранизация прозы И. А. Бунина «Несрочная весна». Фильм был признан лучшей работой киностудии «Беларусьфильм» за 1989 год. 

До 1999 года занимался компьютерной графикой.

В 1999 снял фильм «Санта Лючия», о судьбах воспитанников провинциального детского дома.

С 2000 года живёт и работает в Москве.

## Фильмография

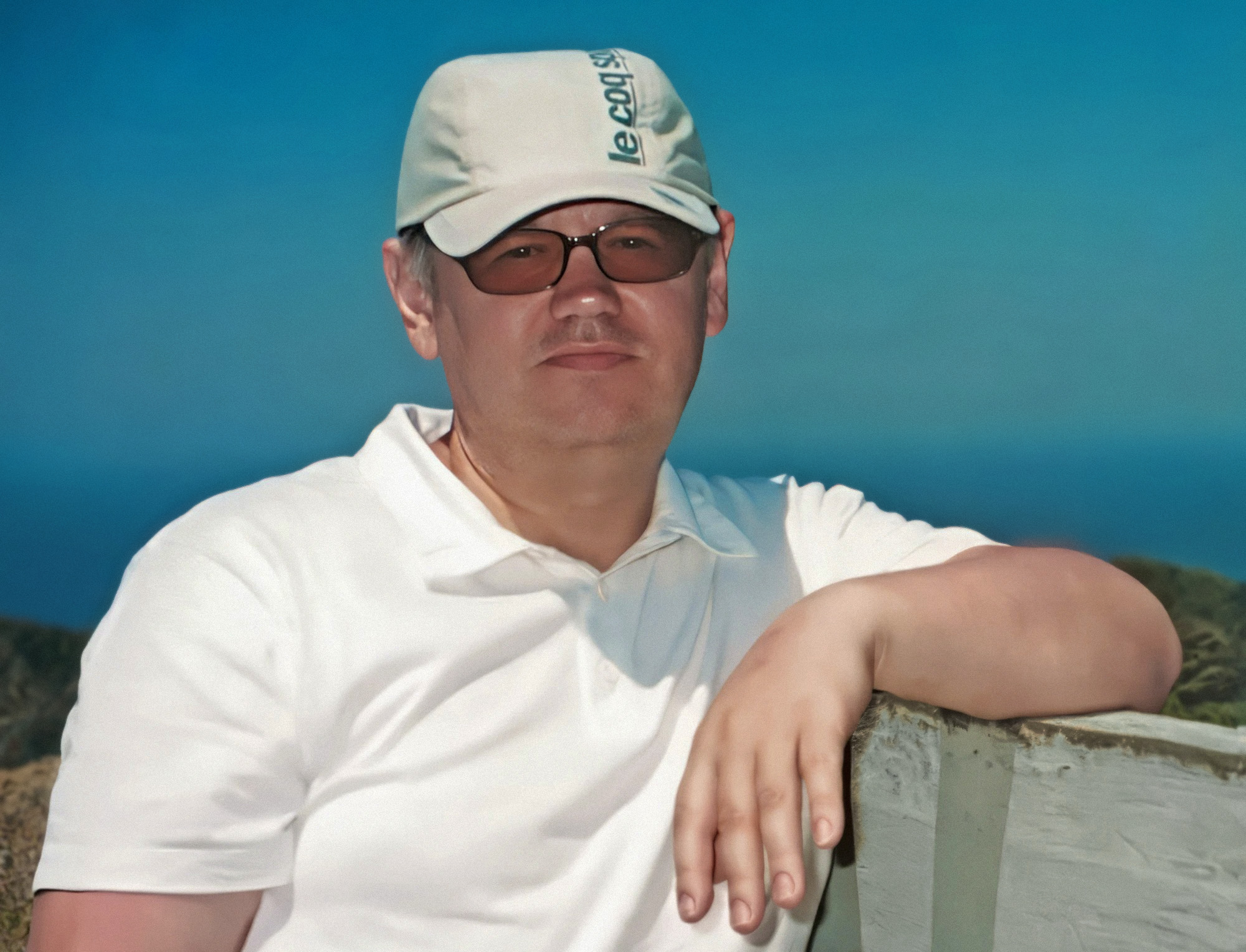
Владимир Толкачиков. 2007 год.

### Режиссёрские работы

#### Полнометражные фильмы
- 1989 — Несрочная весна
- 1999 — Санта Лючия
- 2015 — Дорога без конца

#### Короткометражные фильмы
- 1986 — Дьяволиада
- 1988 — Праздник

#### Документальные фильмы
- 1990 — Ave Maria

#### Сериалы
- 2011 — Наши соседи 2

### Написал сценарии
- 1986 — Дьяволиада
- 1988 — Праздник
- 1989 — Несрочная весна
- 1990 — Ave Maria
- 1991 — Не влезай — убьёт
- 1997 — Фиеста 1995
- 1999 — Санта Лючия
- 2006 — Весёлые мишки
- 2007 — Разгуляй в Афедроне
- 2013 — Кольцо Венеры
- 2017 — Ми-ми-мишки
- 2018 — Лео и Тиг